# Джимакс
Ка́рло Фра́нки (итал. Carlo Virginio Franchi), более известный как Джима́кс (итал. Gimax, 1 января 1938, Милан — 14 января 2021) — итальянский автогонщик, участник чемпионата мира по автогонкам в классе Формула-1.

## Псевдоним
Псевдоним Gimax — аббревиатура, образованная от имён его сыновей: Джиджи (Gigi) и Массимилиано (Massimiliano). Карло Франки никогда не участвовал в соревнованиях под своим настоящим именем. Позже его сын Джиджи, выступая в гонках «Аврора», использовал тот же псевдоним, что и его отец.

## Биография
Родился 1 января 1938 года в Польяно-Миланезе. После окончания спортивной карьеры занимался бизнесом. Умер 14 января 2021 года в Бусто-Гарольфо.

## Карьера
Начал участвовать в гонках на спортивных автомобилях в начале семидесятых годов, в основном в Монце и на других итальянских трассах.
С 1974 по 1976 годы участвовал в чемпионате мира спортивных автомобилей. Участвовал в Гран-при Италии 1978 года, выступая за команду Surtees, но в единственном участии в чемпионате мира Формулы-1 не прошёл квалификацию. В 1979 и 1980 годах соревновался в британском чемпионате Формулы-1 «Аврора», затем вновь вернулся в чемпионат спортивных автомобилей, где выступал до 1984 года. В 1982, 1987—1990 годах стартовал в итальянской Формуле-3, в 1991 году участвовал в британском чемпионате Формулы-3000.

## Результаты выступлений в Формуле-1

### Результаты выступлений в чемпионате мира
| Легенда к таблице |                                                                    |
| --- | ------------------------------------------------------------------ |
| В таблице перечислены результаты всех Гран-при Формулы-1, в которых принимал участие гонщик. Строками таблицы являются сезоны, столбцами — этапы чемпионата мира. В каждой клетке указаны сокращённое название этапа и результат, дополнительно обозначенный цветом. Расшифровка обозначений и цветов представлена в нижеследующей таблице. |                                                                    |
| \| Пример \| Описание \| \| ------------ \| ------------------------------------------------------------------ \| \| 1 \| Победитель \| \| 2 \| Второе место \| \| 3 \| Третье место \| \| 5 \| Финишировал, заработав очки \| \| Сход \| Не финишировал, но при этом заработал очки \| \| 12 \| Финишировал, не получив очков \| \| НКЛ \| Финишировал, но не попал в финальную классификацию \| \| 15 \| Участвовал вне зачёта, либо по отдельной классификации \| \| 18 \| Не финишировал, но попал в финальную классификацию \| \| Сход \| Не финишировал \| \| НКВ \| Не прошёл квалификацию \| \| НПКВ \| Не прошёл предквалификацию \| \| ДСК \| Дисквалифицирован \| \| ИСК \| Исключён из протокола соревнований \| \| ТТ \| Заявлен для участия только в тренировках \| \| НС \| Участвовал в квалификации, но не стартовал в гонке \| \| Т \| Травмирован или болен \| \| ОТК \| Отказ от участия \| \| НТР \| Прибыл на соревнования, но на трассу не выезжал \| \| НПР \| Был заявлен в числе участников, но не прибыл к началу соревнований \| \| О \| Соревнования отменены \| \| \| Не участвовал \| \| Поул-позиция \| \| \| Быстрый круг \| \| |                                                                    |
| Пример | Описание                                                           |
| 1 | Победитель                                                         |
| 2 | Второе место                                                       |
| 3 | Третье место                                                       |
| 5 | Финишировал, заработав очки                                        |
| Сход | Не финишировал, но при этом заработал очки                         |
| 12 | Финишировал, не получив очков                                      |
| НКЛ | Финишировал, но не попал в финальную классификацию                 |
| 15 | Участвовал вне зачёта, либо по отдельной классификации             |
| 18 | Не финишировал, но попал в финальную классификацию                 |
| Сход | Не финишировал                                                     |
| НКВ | Не прошёл квалификацию                                             |
| НПКВ | Не прошёл предквалификацию                                         |
| ДСК | Дисквалифицирован                                                  |
| ИСК | Исключён из протокола соревнований                                 |
| ТТ | Заявлен для участия только в тренировках                           |
| НС | Участвовал в квалификации, но не стартовал в гонке                 |
| Т | Травмирован или болен                                              |
| ОТК | Отказ от участия                                                   |
| НТР | Прибыл на соревнования, но на трассу не выезжал                    |
| НПР | Был заявлен в числе участников, но не прибыл к началу соревнований |
| О | Соревнования отменены                                              |
| | Не участвовал                                                      |
| Поул-позиция |                                                                    |
| Быстрый круг |                                                                    |

| Сезон | Команда | Шасси        | Двигатель | Ш | 1   | 2   | 3   | 4   | 5   | 6   | 7   | 8   | 9   | 10  | 11  | 12  | 13  | 14      | 15  | 16  | Место | Очки |
| ----- | ------- | ------------ | --------- | - | --- | --- | --- | --- | --- | --- | --- | --- | --- | --- | --- | --- | --- | ------- | --- | --- | ----- | ---- |
| 1978  | Surtees | Surtees TS20 | Cosworth  | G | АРГ | БРА | ЮАР | СШЗ | МОН | БЕЛ | ИСП | ШВЕ | ФРА | ВЕЛ | ГЕР | АВТ | НИД | ИТА НКВ | США | КАН | -     | 0    |